# 千葉黎明高等学校
千葉黎明高等学校 (ちばれいめいこうとうがっこう) は、千葉県八街市八街にある私立高等学校。

## 概要
日本初のスクールバンドが編成された学校である。

## 設置学科
- 普通科
  - 特進コース（Ⅰ・Ⅱ）
  - 進学コース（選抜進学・総合進学）
- 生産ビジネス科

## 沿革
- 1923年（大正12年）
  - 実業学校令により、乙種実業学校として財団法人八街農林学園創立の認可を受ける。
- 1949年（昭和24年）
  - 財団法人八街農林学園高等学校として設置許可を受ける。
- 1952年（昭和27年）
  - 財団法人八街農林学園を学校法人八街農林学園と改める。
- 1977年（昭和52年） 
  - 八街学園高等学校と改称し普通科を新設
- 1989年（平成元年）
  - 男女共学化
- 1993年（平成5年）
  - 農業科を園芸科に改編
- 1995年（平成7年）-
  - 八街学園高等学校を千葉黎明高等学校に改称
  - 新校歌制定
- 1996年（平成8年）
  - 学校法人八街学園を千葉黎明学園に改称
- 1998年（平成10年）
  - 園芸科を生産ビジネス科に改編
- 2013年（平成25年）
  - 生徒館が国の登録有形文化財に登録される
  - ユネスコスクール加盟
- 2020年（令和2年）
  - 制服改定
- 2021年（令和3年）
  - 2学期制に移行

## 部活動

### 体育会
- アーチェリー部
- 野球部
- ゴルフ部
- 陸上競技部
- 男子ソフトテニス部
- 女子ソフトテニス部
- 女子ソフトボール部
- サッカー部
- バドミントン部
- 柔道部
- 空手道部
- 剣道部
- 卓球部
- 男子バレーボール部
- 女子バレーボール部
- 自転車競技部
- 男子バスケットボール部
- 女子バスケットボール部
- ライフル射撃部

### 生徒会文化部
- 吹奏楽部
- 工学部
- 書道部
- 簿記部
- 美術部
- 軽音楽部
- 自然環境部
- 茶華道部
- 囲碁・将棋部
- 文芸部
- 写真部

### 生徒会同好会・愛好会
- インターアクト
- 硬式テニス
- 英語
- チアリーディング／ダンス
- コンピュータ
- ボランティア
- 漫画イラスト研究
- 演劇
- フットサル
- 数学
- 3×3バスケットボール

## 関連人物

### 学校関係者
- 荒井信久（学園副理事長・野球部総監督、元野球部監督、明治大学野球部監督、バルセロナオリンピック日本代表コーチ）[1]

### 卒業生
- 菅生隆之（声優、俳優、ナレーター）　※八街学園高等学校時代

## 交通
JR総武本線・八街駅から徒歩10分